# Пип
Филипп «Пип» Пиррип (англ. Phillip «Pip» Pirrup) — персонаж мультипликационного сериала «Южный Парк», озвученный Мэттом Стоуном. Пип — неловкий, всеми обижаемый школьник, присланный по обмену из Англии. Одноклассник главных героев. Его прототипом послужил одноимённый персонаж романа Чарльза Диккенса «Большие надежды» (можно сказать, что Стоун и Паркер просто перенесли этого персонажа в свой мультфильм).
Пипу и его роли в романе «Большие надежды» был посвящён эпизод «Пип», в котором начальные и конечные титры были оформлены совершенно особенным образом.

## Внешний облик
У Пипа светлые волосы. Он носит коричневый берет, коричневый галстук-бабочку, старомодный красный пиджак, белую рубашку, синие шорты и фиолетовые гетры.

## Характер
Пип был задуман как спокойный, добродушный, неунывающий персонаж, способный самоотверженно сносить любые удары судьбы. Его поведение не соответствует этому описанию лишь в эпизоде «Женщина с приросшим эмбрионом» (англ. Conjoined Fetus Lady), когда, выведенный из себя другими детьми, постоянно называвшими его французом (хотя он ненавидит французов, что является отражением известного стереотипа о британцах), он одним ударом побеждает китайскую команду по доджболу.

## Взаимоотношения с другими персонажами
Пип очень дружелюбно относится к окружающим, однако другие зачастую относятся к нему с враждебностью. В ранних эпизодах главные герои постоянно издевались над ним, оскорбляя его и жестоко с ним обращаясь.
В эпизоде «Дэмиен» (англ. Damien) он оказывал поддержку Дэмиену; однако дружба между ними быстро закончилась.
В эпизоде «Два голых парня в горячей ванне» (англ. Two Guys Naked in a Hot Tub) Пипа можно было увидеть играющим с Баттерсом и Дуги, что предполагает возможность хороших взаимоотношений между ними, несмотря на то, что в серии «Набор веса 4000» (англ. Weight Gain 4000) Баттерс во время репетиции школьного спектакля бьёт Пипа.
В эпизоде «Панда сексуальных домогательств» (англ. Sexual Harassment Panda) Пип отсудил у Картмана половину его имущества.
В эпизоде «А сиськи всё испортили» (англ. Bebe's Boobs Destroy Society) он вместе с Баттерсом, Клайдом, Крэйгом и Токеном входит в предвыборный комитет, требующий избрания Биби президентом класса.
В эпизоде «Пип», сюжетом которого послужил роман Диккенса, Пип знакомится с мальчиком по фамилии Покет (англ. Pocket), прототипом которого был один из персонажей «Больших надежд» — Герберт Покет; кроме того, Эстелла Хэвишем страпонила его, пока он не сбежал и нашёл себе новых мам Венди и Хайди.

## Образование
Пип, как и главные герои сериала, на протяжении вышедших эпизодов сначала учился в третьем классе начальной школы Саус-Парка, а затем перешёл в четвёртый класс в ней же.
Известно, что перед приездом в Саут-Парк, Пип учился в Стрэтфордширской начальной школе в Стрэтфорде (хотя в эпизоде «Пип» было показано, что он некоторое время обучался в Лондоне), где превзошёл остальных в стрельбе из лука.
В серии «Большой Эл-гомосек и его гомояхта» тренируется в школьной команде Саут-Парка по американскому футболу под номером 00. Ему при этом не хватает шлема.

## Родственники
О его семье мало что известно: в эпизоде «Мистер Хэнки, рождественская какашка» (англ. Mr. Hankey, the Christmas Poo) Пипа можно увидеть стоящим рядом с похожей на него семейной парой, однако в серии «Лето — отстой» (англ. Summer Sucks) он сообщает, что вынужден ходить в летнюю школу, так как его родители умерли. Также в эпизоде «Два голых парня в горячей ванне» он сидит вместе с детьми, которых родители оставили на время вечеринки, а в конце эпизода «История о мерзком приставании» (англ. The Wacky Molestation Adventure) Пип, как и все дети, встречает родителей, возвращающихся из тюрьмы. Можно предположить, что его усыновили.

## Роль персонажа в сериале
В течение первых двух сезонов Пип играл заметную роль в сериале, и обычно служил «мальчиком для битья» для остальных детей. Однако в последующих сезонах значение его персонажа уменьшилось, в качестве наивного дурачка в сериале преимущественно начинает выступать Баттерс. В большинстве случаев Пипа можно увидеть на заднем плане, играющим с другими детьми, из чего можно сделать вывод об улучшении его взаимоотношений с одноклассниками. В эпизоде «Профессор Хаос» (англ. Professor Chaos) Пип принимал участие в конкурсе на место нового друга главных героев. В некоторых эпизодах его просто нет — его парта либо занята, либо отсутствует.
В эпизоде «201» убит ногой Барбары Стрейзанд. Данный эпизод (вместе с предыдущим) является юбилейным, в котором создатели сериала уделили внимание почти всем ранее появлявшимся персонажам. Этот факт объясняет появление Пипа в сюжете после восьмисезонного отсутствия в нём. Из смерти Пипа в этом эпизоде можно сделать вывод, что и дальше в сериале он не будет играть заметной роли (если вообще появится).